# Forest Heath
Forest Heath – dawny dystrykt niemetropolitalny w hrabstwie Suffolk w Anglii, z siedzibą administracyjną w Mildenhall.
Dystrykt utworzony został 1 kwietnia 1974. Funkcjonował do 1 kwietnia 2019 roku, kiedy to w wyniku połączenia z sąsiednim St Edmundsbury, utworzony został dystrykt West Suffolk.

## Miasta
- Brandon
- Mildenhall
- Newmarket

## Inne miejscowości
Barton Mills, Beck Row, Beck Row, Holywell Row and Kenny Hill, Cavenham, Dalham, Elveden, Eriswell, Exning, Freckenham, Gazeley, Herringswell, Higham, Holywell Row, Icklingham, Kentford, Lakenheath, Moulton, Red Lodge, Santon Downham, Tuddenham, Wangford, Worlington.